# Hedwige de Danemark
Titre
Électrice consort de Saxe
12 septembre 1602 – 23 juin 1611
(8 ans, 9 mois et 11 jours 60 ans)
Hedwige de Danemark (en danois Hedevig af Danmark), née le 5 août 1581 au château de Frederiksborg (royaume de Danemark et de Norvège) et morte au château de Lichtenburg (électorat de Saxe) le 26 novembre 1641, est une princesse de Danemark et de Norvège devenue électrice consort de Saxe par son mariage avec Christian II de Saxe.

## Biographie
La princesse Hedwige était le septième enfant et la quatrième fille du roi de Danemark et de Norvège Frédéric II et de la reine Sophie de Mecklembourg-Güstrow.
Le 12 septembre 1602, elle épouse à Dresde, Christian II de Saxe mais leur union restera sans postérité.
En 1611, lorsque son mari est décédé, elle est devenue électrice douairière de Saxe chargée de la police et des tribunaux, elle partagea son autorité avec le nouvel électeur Jean-Georges Ier.
Elle est morte le 26 novembre 1641 au château de Lichtenburg.

## Sources
- (en) Cet article est partiellement ou en totalité issu de l’article de Wikipédia en anglais intitulé « Hedwig of Denmark » (voir la liste des auteurs).